# Strong Island
Strong Island è un documentario del 2017 diretto da Yance Ford candidato al premio Oscar al miglior documentario.